# Miroslav Suchopárek
Miroslav Suchopárek (22. prosince 1921 – 9. února 2005) byl český a československý bezpartijní politik, poslanec České národní rady a Sněmovny národů Federálního shromáždění za normalizace.

## Biografie
K roku 1969 se uvádí původní profesí úředník, bytem Slaný. Absolvoval obchodní akademii s maturitou, večerní školu pro taviče a večerní školu pro mistry. V době svého nástupu do parlamentu pracoval jako mistr a zástupce vedoucího směny Ocelárny II. POLDI. Byl aktivním členem Závodního výboru ROH. Byl mu udělen odznak Nejlepší zlepšovatel SONP a Nejlepší pracovník MHD. Získal rovněž vyznamenání Za zásluhy o výstavbu.
Po provedení federalizace Československa usedl v lednu 1969 do Sněmovny národů Federálního shromáždění. Do federálního parlamentu ho nominovala Česká národní rada, kde rovněž zasedal. Ve federálním parlamentu setrval do konce funkčního období, tedy do voleb roku 1971. Dlouhodobě zasedal v České národní radě. Mandát v ní získal i ve volbách roku 1971 a volbách roku 1976 a zasedal zde až do konce funkčního období roku 1981.